# Прапор Ардойе
Прапор Ардойе був офіційно затверджений муніципальною радою 4 червня 1984 року як муніципальний прапор західнофламандського комуни Ардойе. 7 травня 1985 року він був підтверджений урядом Фландрії та остаточно опублікований 8 липня 1986 року в офіційному бельгійському державному віснику.

Офіційно прапор описується так: 
Біла з трьома червоними п'ятилистками.
Прапор ідентичний старому міському гербу, а також першій і четвертій чвертям нинішнього міського герба.

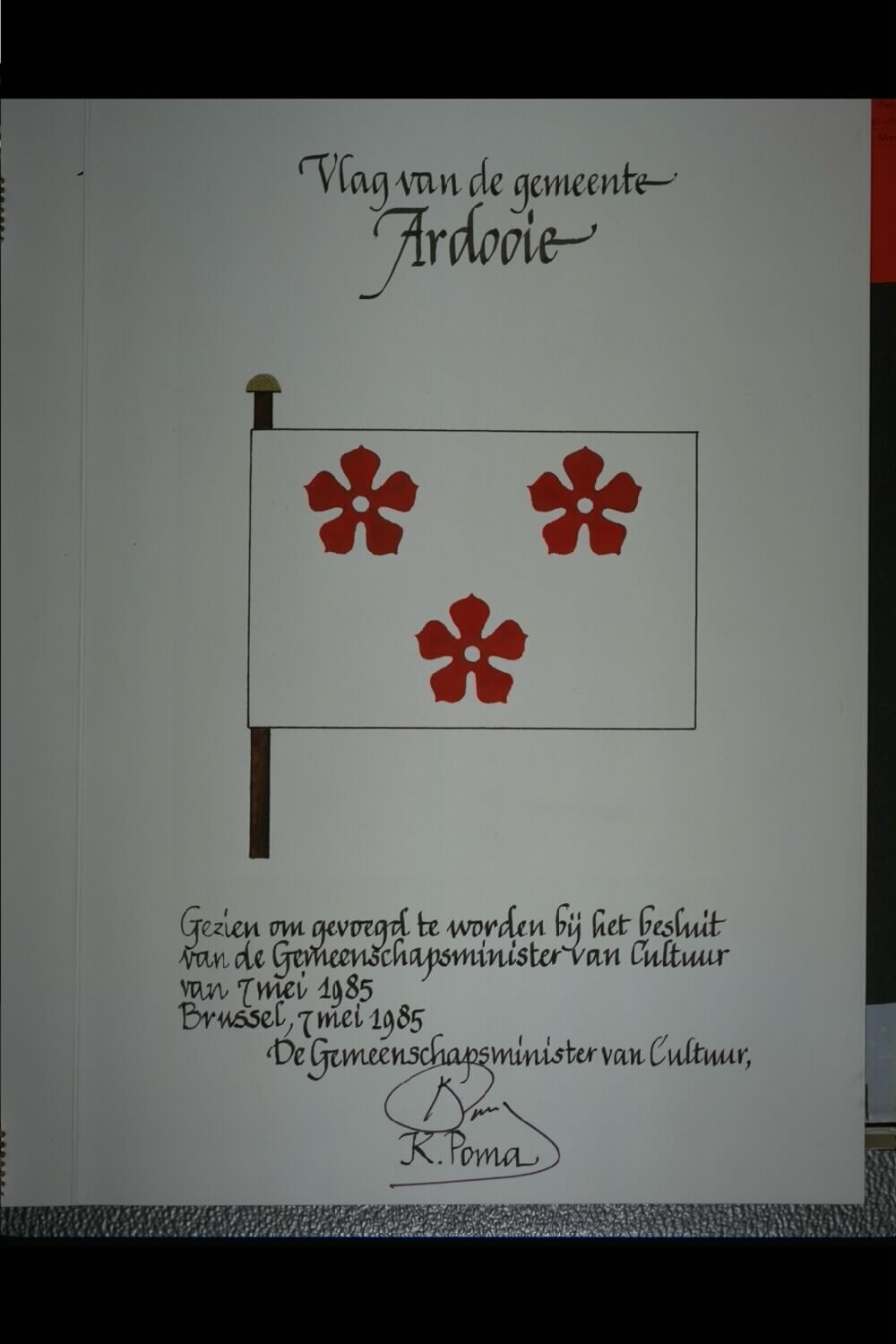
Дизайн прапора, намальований Карелом Помою
Старий герб Ардойе

(1847-1986).